# Proliferating cell nuclear antigen

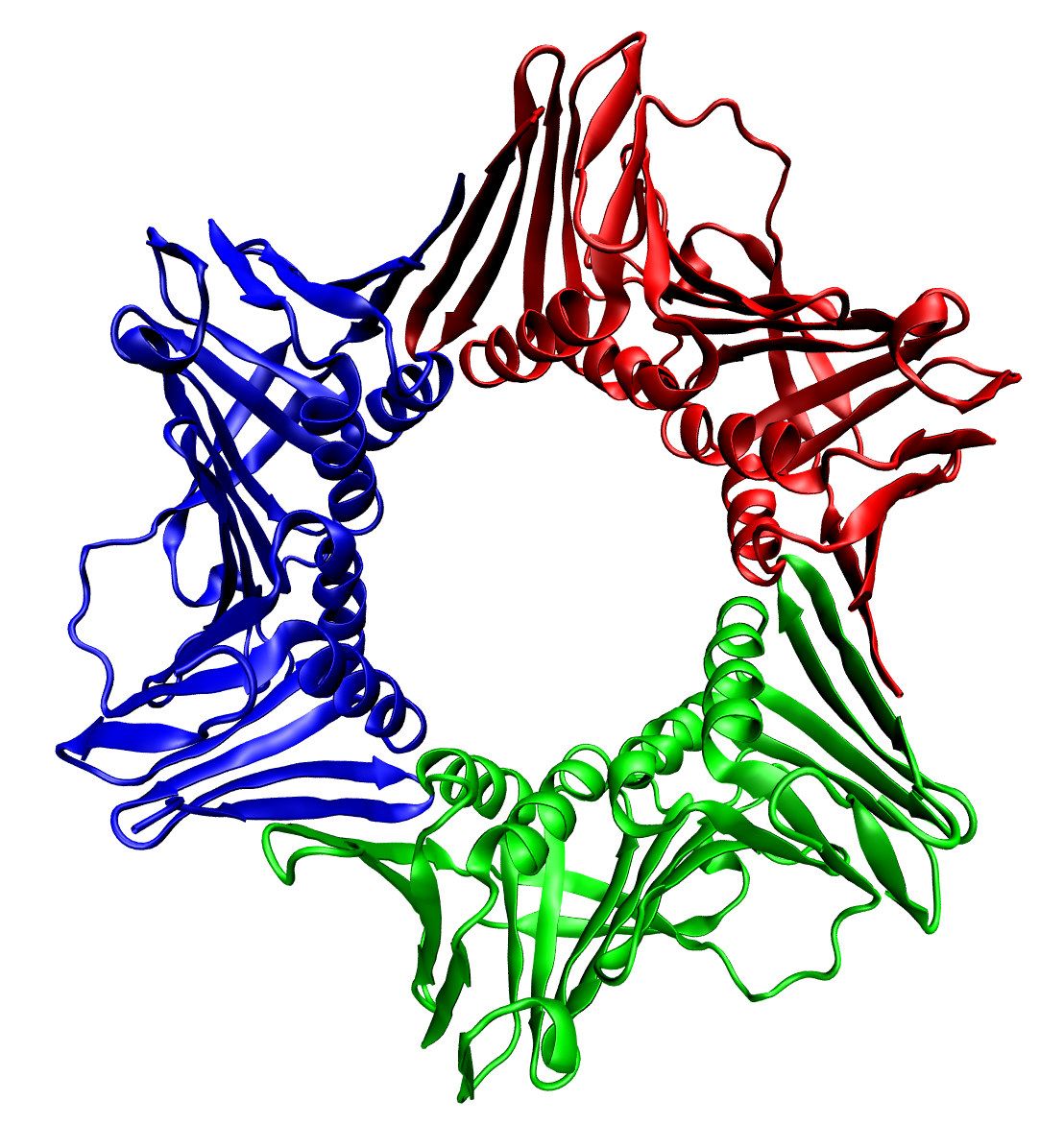
Voorbeeld van een PCNA

Proliferating cell nuclear antigen (PCNA) is een ringvormige cofactor van DNA-polymerases. Het vormt een ring om DNA waar alle proteïnen die betrokken zijn bij de DNA-replicatie aan kunnen binden en het reguleert hun processen. PCNA wordt de 'Maestro van de replicatievork' genoemd.

## Structuur en chaperonnes
PCNA bestaat uit drie subunits die zijn verbonden door interdomeiniale lussen. Het eiwitcomplex RFC brengt PCNA rondom een primer-templatebindingsplaats op de lagging strand van het DNA-molecuul. Daar omringt PCNA de DNA-helix; dit leidt tot de binding van een DNA-polymerase.

## Positionering PCNA rondom DNA
Het RFC complex bindt aan de 3'-kant van een primer op de lagging strand. RFC bindt aan de C-terminus van PCNA en de twee vormen een complex, waarbij binding van Adenosinetrifosfaat nodig is. De binnenzijde van het PCNA-complex bezit een positief geladen regio bestaande uit alfa-helices, door deze lading associeert PCNA met het DNA-molecuul (DNA is een zuur en dus negatief geladen).

## PIP-box
De vele eiwitten die aan PCNA moeten binden gebruiken daarvoor een PIP (PCNA-interagerend proteïne)box. De kern van de box bestaat uit een eiwit (een 3 tot 10 helix structuur) dat als een hydrofobe plug in de hydrofobe interdomeiniale verbindingslussen van het PCNA past. Niet alle eiwitten gebruiken een PIP-box om aan PCNA te binden, omdat er veel competitie is op de plaatsen waar een PIP-box kan binden.